# Anuga pygatula
Anuga pygatula là một loài bướm đêm trong họ Noctuidae.